# Corycaeus decurtatus
Corycaeus decurtatus – niepewny taksonomicznie gatunek widłonoga z rodziny Corycaeidae. Nazwa naukowa tego gatunku skorupiaków została opublikowana przez amerykańskiego zoologa Jamesa Dwighta Danę pomiędzy 1849 a 1852 rokiem.